# برنارد وليام روجرز
برنارد وليام روجرز (بالإنجليزية: Bernard W. Rogers)‏ (16 يوليو 1921 - 27 أكتوبر 2008) كان جنرالا في جيش الولايات المتحدة شغل منصب رئيس أركان الجيش الأمريكي وفيما بعد قائد حلفاء حلف الناتو العليا ، والقائد العام في أوروبا، والقيادة الأوروبية في الولايات المتحدة .

## روابط خارجية
- برنارد وليام روجرز على موقع مونزينجر (الألمانية)